# 토지초등학교
토지초등학교는 대한민국 전라남도 구례군 토지면 구산리에 있는 공립 초등학교이다.

## 학교 연혁
- 1925년 10월 12일 토지공립보통학교 개교
- 1938년 4월 1일 토지공립심상소학교 개칭
- 1941년 4월 1일 토지공립국민학교 개칭
- 1992년 3월 1일 외곡분교장 통폐합
- 1996년 3월 1일 토지초등학교 개칭
- 1996년 3월 1일 송정분교장 통폐합
- 1997년 3월 1일 연곡분교장 편입
- 1998년 4월 16일 체육관 준공
- 2000년 3월 1일 문수분교장, 농평분교장 통폐합
- 2022년 1월 5일 제95회 8명 졸업(계 5,702명 졸업)
- 2022년 9월 1일 제32대 송경미 교장 부임

## 학교 상징
- 교화 : 목련 - 순결을 의미하는 꽃으로 목련처럼 깨끗하고 정직한 사람이 되어야 한다는 의미
- 교목 : 은행나무 - 학교와 역사가 함께하는 은행나무가 식용과 약용 및 가구용 등 인간에게 다양하게 이용되듯이 사회가 꼭 필요로 하는 사람이 되라는 의미
- 교색 : 녹색 - 녹색은 희망을 뜻하며 희망은 곧 어린이들의 푸른 꿈을 의미한다. 녹색은 푸르른 자연 속에서 건강하게 꿈을 키워 가라는 의미

## 참고 자료
- 토지초등학교 - 한국교육학술정보원 학교알리미